# Ellen Wilsonová (judistka)
Ellen Bernice Wilsonová (provd. Deermanová) (* 8. ledna 1976 Salinas) je bývalá americká zápasnice – judistka.

## Sportovní kariéra
S judem začínala v 10 letech v Monterey pod vedením Bernarda Baptisty. Vrcholově se připravovala v Colorado Springs v olympijském tréninkovém centru pod vedením Eda Liddieho. V americké ženské reprezentaci se pohybovala od roku 1996 lehké váze do 57 (56) kg. V roce 2000 a 2004 se účastnila olympijských her. Při obou startech nepřešla přes úvodní kolo. Sportovní kariéru ukončila v roce 2006.

## Výsledky
| Turnaj                  | 1996       | 1997       | 1998       | 1999       | 2000       | 2001       | 2002       | 2003       | 2004       |
| Turnaj                  | 20         | 21         | 22         | 23         | 24         | 25         | 26         | 27         | 28         |
| Turnaj                  | lehká váha | lehká váha | lehká váha | lehká váha | lehká váha | lehká váha | lehká váha | lehká váha | lehká váha |
| ----------------------- | ---------- | ---------- | ---------- | ---------- | ---------- | ---------- | ---------- | ---------- | ---------- |
| Olympijské hry          | —          |            |            |            | úč.        |            |            |            | úč.        |
| Mistrovství světa       |            | úč.        |            | úč.        |            | úč.        |            | úč.        |            |
| Panamerické hry         |            |            |            | úč.        |            |            |            | 3.         |            |
| Panamerické mistrovství | 3.         | ?          | 3.         | 1.         | —          | —          | 3.         | 5.         | 5.         |